# Bundesstraße 277a
Die deutsche Bundesstraße 277a (Abkürzung: B 277a) verlief parallel zur B 277 zwischen Aßlar und Wetzlar in Mittelhessen, in ihrem kurzen Verlauf überquerte sie die Dill.
Die B 277a verband die B 277 mit der B 49 (Höhe Wetzlar-Dalheim) und das neue Gewerbegebiet Wetzlar-Dillfeld, gleichzeitig ist sie der einzige Autobahnzubringer zum Autobahnkreuz Wetzlar (A 45 und A 480).
Die Länge der B 277a betrug ca. 1,4 km, sie erfüllte eher die Funktion einer Ortsumgehung beziehungsweise als Zubringer zur A 480 und B 49, als eine überregionale Transitfunktion.
Ca. 1997 erfolgte die Umbenennung der B 277a in B 277, nachdem ab 1. Januar 1995 die parallel verlaufende B 277 zwischen Wetzlar und Butzbach zur Landesstraße abgestuft worden war.